# Il grande perdono
Il grande perdono è un film del 1982 diretto da Alexandre Arcady.